# Fábio Ferreira
Fábio Miguel Lourenço Ferreira (Barreiro, 3 maggio 1989) è un ex calciatore portoghese, di ruolo centrocampista.

## Carriera

### Club

#### Gli inizi e Chelsea
Nato a Barreiro, nel distretto di Setúbal, dopo essersi formato calcisticamente al Seixal, nel 2002 entra a 13 anni nel vivaio dello Sporting. Il 6 gennaio 2005 il club di Lisbona presenta una denuncia alla FIFA per aver notato Ferreira, e altri due giocatori dello Sporting, allenarsi con il Chelsea senza alcuna autorizzazione. Ad ogni modo, nell'estate 2005 il giocatore portoghese si trasferisce ufficialmente al Chelsea.
Nella stagione 2006-2007 sottoscrive il suo primo contratto professionista, mentre l'anno successivo marca otto reti in dodici partite con la squadra delle riserve dei Blues.

#### Oldham Athletic
Il 20 gennaio 2009 il Chelsea lo cede per un mese all'Oldham Athletic, in League One, e il 23 marzo il prestito viene prolungato per un altro mese. Il giorno dopo l'ufficializzazione di quest'ultimo trasferimento, Ferreira debutta tra i professionisti nel corso del match pareggiato 1-1 a Whaddon Road contro il Cheltenham Town. Entrato al posto di Deane Smalley al 66º, dopo pochi minuti segna il gol del pareggio.

#### Esmoriz e Sertanense
Rescisso il contratto col Chelsea nell'estate 2009, Ferreira è vicino al passaggio al Gillingham, ma il trasferimento non è concretizzato. Alla fine milita, dal 2009 al 2011, nell'Esmoriz e nella Sertanense, due compagini di terza serie portoghese.

#### Dulwich Hill
Nel febbraio 2012 firma per gli australiani del Dulwich Hill, club militante in un campionato semiprofessionistico. Il 24 marzo 2012, alla sua prima partita nella terra dei canguri, segna una doppietta.

#### Adelaide United
Nell'agosto 2012 viene acquistato dall'Adelaide United, in massima serie australiana.

## Palmarès

### Competizioni nazionali
- Coppa d'Australia: 1

Adelaide Utd: 2014
- Premier's Plate: 2

Sydney FC: 2017-2018
Perth Glory: 2018-2019